# Internazionali BNL d’Italia 2008
Die Internazionali BNL d’Italia 2008 waren ein Tennisturnier der WTA Tour 2008 für Damen und ein Tennisturnier der ATP Tour 2008 für Herren in Rom. Das Herrenturnier der ATP fand vom 5. bis zum 11. Mai 2008 statt, das Damenturnier der WTA vom 12. bis zum 18. Mai 2009.

## Herrenturnier
→ Qualifikation: Internazionali BNL d’Italia 2008/Herren/Qualifikation

## Damenturnier
→ Qualifikation: Internazionali BNL d’Italia 2008/Damen/Qualifikation